# Prvek (mineralogie)
Prvek v mineralogii je minerál tvořený ryzím chemickým prvkem nebo jejich slitinou případně jejich pevným roztokem. K prvkům v mineralogii řadíme i karbidy, silicidy, nitridy, fosfidy. Prvky se dělí z hlediska mineralogického na kovy, polokovy a nekovy.
Systematické třídění:
- A. Kovy a intermetalické slitiny
- B. Polokovy
- C. Nekovy

## Kovy a intermetalické slitiny
Do skupiny kovů a intermetalických slitin patří:
Měď (Cu)

krystalová soustava: kubická 
 barva: světle růžová až měděně červená, potahuje se zeleně až černě
 vryp: červený
 lesk: kovový
 propustnost světla: opakní
 hustota: 8,9
 tvrdost: 2,5-3
 štěpnost: chybí 
 asociace: kuprit, malachit, azurit, stříbro, chalkosin, bornit
 vznik: hydrotermální vázána na bazické vyvřeliny, sekundární: rozsypy 
 výskyt: např. Ural, Michigan, Arizona, Aljaška, Austrálie
Stříbro (Ag)

krystalová soustava: kubická 
 barva: stříbřitě bílá, nabíhá šedě až černě 
 vryp: stříbřitě bílý
 lesk: kovový
 propustnost světla: opakní
 hustota: 10,5
 tvrdost: 2,5-3
 štěpnost: chybí 
 asociace: akantit, proustit, pyrargyrit, měď aj.
 vznik: hydrotermální
 výskyt: např. Norsko, Německo - Freiberg, St. Andreasberg, Michigan, Peru; ČR - Příbram, Jáchymov
Zlato (Au)

krystalová soustava: kubická 
 barva: zlatožlutá, 
 vryp: žlutý
 lesk: kovový
 propustnost světla: opakní
 hustota: 19,3
 tvrdost: 2,5-3
 štěpnost: chybí 
 asociace: pyrit, arsenopyrit, sylvanit, 
 vznik: hydrotermální, kontaktní metamorfosa, sekundární: rozsypy 
 výskyt: např. Rusko, USA, Aljaška, Austrálie; ČR - Křepice u Vodňan
Rtuť (Hg)

krystalová soustava: trigonální 
 barva: cínově bílá, 
 lesk: kovový až diamantový
 propustnost světla: opakní
 hustota: 13,6
 za teplot nad −39 °C je kapalná
 asociace: cinabarit aj. minerály rtuti
 vznik: hydrotermální
 výskyt: např. Španělsko, Texas, Slovensko; ČR - Dědova hora, Rudňany
Železo (Fe)

krystalová soustava: kubická 
 barva: ocelově šedá až černá, 
 vryp: šedý
 lesk: kovový
 propustnost světla: opakní
 hustota: 7,9
 tvrdost: 4
 štěpnost: dokonalá 
 vznik: pozemské železo je vázáno na bazické horniny ale vyskytuje se i v karbonátových sedimentech a je také známo ze zkamenělých dřev 
 výskyt: např. Grónsko, Německo
Platina (Pt)

krystalová soustava: kubická 
 barva: ocelově šedá až tmavošedá, 
 vryp: ocelově šedý až stříbřitě bílý
 lesk: kovový
 propustnost světla: opakní
 hustota: 21,5
 tvrdost: 4,4-5
 štěpnost: chybí 
 asociace: pyrit, arsenopyrit, sylvanit, 
 vznik: magmatický, sekundární: rozsypy 
 výskyt: např. JAR, Kanada, Kalifornie, Ural